# 劉志伊
劉志伊（1528年—1592年），字可任，號重菴，浙江寧波府慈谿縣人，明朝政治人物。

## 生平
嘉靖三十一年（1552年）壬子科浙江鄉試第二十八名舉人，嘉靖三十五年（1556年）丙辰科会试二百四名，廷试三甲十一名進士。伯父布政使刘廷诰甚器重之。礼部观政，初授江西吉安府推官，以廉明最，三十八年九月召拜山西道試監察御史，三十九年三月實授，巡视長蘆鹾政。再補河南道，巡按山西，未至，嘉靖四十四年二月出為湖廣按察僉事，沔阳兵备道。隆慶改元，八月晋福建左參議，四年庚午（1570）八月陞雲南按察副使，發黔國公沐朝弼不法事，奪爵逮至京。萬曆元年（1573年）十月擢廣東右参政，分守岭西道，適倭寇入寇雙魚，与福建巡撫趙可懷合兵，擒斬五百餘级。又設伏半渡击之，歼其衆，制臺殷正茂以大捷上聞。万历三年（1575）大征羅旁瑶人，以總憲督二帥搗巢深入，功最多，四年九月升本省按察使，五年正月晋福建右布政使，养病。十二月復除湖廣右布政使，六年正月轉左布政。萬曆七年己卯（1579）入计京師，以何心隐一案失张居正意，投閑南中，八年三月改任应天府尹，升南京大理寺卿。三載（万历十年），张居正殁，十一年二月改北京大理寺卿，八月升工部右侍郎，十一月，礼科给事中王士性劾巡抚应天右佥都御史郭思极，前以御史监临湖广科场时，取中故相张居正子张懋修一事。郭辩疏中詞連時任湖廣左布政使的刘志伊，吏部尚书杨巍合疏留之，令照旧供职，十二年三月竟令致政歸。以萬曆壬辰（1592）卒，年六十五。

## 家族
曾祖劉錬，贈禮部郎中；祖父劉洪，贈工部主事；父劉廷詔，贈佥事。母羅氏，封太宜人。兄劉志業（南京刑部员外）、志道、志大，俱生员；弟志伟、志俊、志在、志佐、志儱、志倌、志健、志僑、志保。